# Gastronomía de Reunión
La gastronomía criolla reunionesa (Cuisine réunionnaise en francés) son los alimentos, técnica culinarias y platos típicos de la isla de La Reunión, dependencia de Francia en el Océano Índico. Se la identifica como cocina «criolla» (en francés, créole) por tratarse de una mezcla de hábitos alimenticios y costumbres culinarias coloniales con ingredientes nativos. Está fuertemente influenciada por la gastronomía malgache (de Madagascar), así como otras gastronomías de África Oriental. También incorpora elementos de la gastronomía francesa, debido a la colonización, así como más recientemente de la india y la china, traída por inmigrantes indios y chinos respectivamente. La dieta reunionesa es naturalmente picante, sabrosa y relativamente consistente.

## Aperitivos
En La Reunión, el aperitivo (apéritif) o entrante juega un papel importante como parte integral de una comida. Tienen especial popularidad las frituras, aunque hay notables excepciones como los bouchons al vapor. Algunos aperitivos típicos son:
- Las samosas, una empanadilla frita y con multitud de rellenos diferentes típica de todo Oriente Medio.
- El bonbon piment («bombón enchilado»), unas galletas fritas saladas y picantes.
- El bouchon, una especie de dumpling de origen chino y relleno de carne picada. Se sirven con siaw (salsa de soja). También es típico el bocadillo de bouchons, el pain bouchon.
- El gratin de chouchou, un gratín elaborado de chayote y frecuentemente otros ingredientes como carne, embutido o pescado.
- El pimiento relleno
- Los cacahuetes, un sencillo y popular tentempié.
- Croqueta de pollo

## Platos

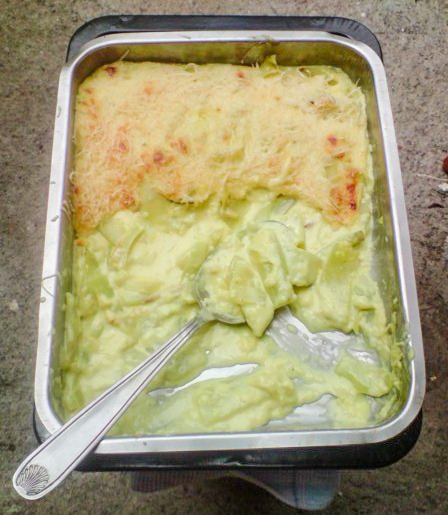
gratin de chouchou

Siempre acompañados de arroz blanco, los platos más comunes son el curry (una versión local del curry indio), el rougail y los civets. El curry consiste en una base de cebolla, ajo y especias como la cúrcuma (llamada en la isla «azafrán pei»), en la cual se fríen pescado, carne, huevos; y finalmente el tomate. Los platos también se pueden aromatizar opcionalmente con jengibre; la ralladura de combava es también muy popular. El chop suey (de arroz, no de pasta) y otros platos asiáticos como el cerdo a la piña también son muy comunes.
Casi siempre se sirve con algún tipo de legumbre (grains), como habas, garrofones o las famosas lentejas de Cilaos, por ejemplo. También con verdura cocida (brèdes) o cruda, como la bleda (llamada también yerba de Pará, paracres o bleda mafana).
Otras guarniciones comunes son los encurtidos, el rougail (una mezcla de tomate, cebolla, chile y jengibre picados) o tomates frescos, berenjenas o mango verde, todos ellos muy condimentados.
Un plato popular es el rougail saucisses, elaborado con salchicha de pollo y/o cerdo en rougail, una salsa de tomate, chile, especias y jengibre. Preferiblemente irá acompañado de arroz blanco o zembrocal (arroz cocinado con cúrcuma, en el que se incorporan alubias rojas o guisantes). También puedes optar por un massalé de cabra o pollo. Al ser una isla se puede encontrar pescado fresco y de calidad a buen precio. Con bacalao se puede realizar también el rougail morue.
En general, los platos vegetarianos son raros en la dieta reunionesa, aunque hay excepciones, como el gratin de chouchou (gratinado de chayote). De carnes, son básicamente aves de corral. Aunque hay otras; una de las especialidades locales es el civet de tenrec. La forma tradicional de conservación de la carne es boucanage, y la cocción se hace en ollas de hierro fundido. Tradicionalmente, el plato principal también se preparaba en el patio, sobre un fuego de leña, o en una pequeña dependencia fuera de la casa, que se llama el boucan. Luego se comía en una hoja de plátano y a menudo se comía con la mano.

### Cari tangue
Una de las carnes más típicas es el tenrec (tangue), que se cocina al curry (cari) y a menudo se acompaña de arroz y se sirve en hojas de plátano. El tenrec es un mamífero de pequeño tamaño similar al erizo que habita Reunión y las cercanas islas Comores, Madagascar, Mauricio y Seychelles. Sin embargo, en Reunión estuvo en peligro de extinción debido a la caza furtiva. Actualmente, su caza está autorizada y se practica desde el 15 de febrero al 15 de abril.

### Diferencias comunitarias
Aunque los habitantes de Reunión comparten en buena medida una forma de vida y hábitos alimenticios comunes, existen diferencias dentro de las varias comunidades que existen. Por ejemplo, los musulmanes reunionenses (zárabes) no comen carne de cerdo (véase: dieta en el islam) y, por lo tanto, no consumen la salchicha rougail, sin embargo, sí suelen compartir más recetas con la vecina Mauricio, como el briani. Los petits blancs des hauts, un grupo étnico reunionés considerados tradicionalmente de clase baja, consumen pequeños encurtidos o especias de curry, a diferencia de los malbares (comunidad india).

## Bebidas

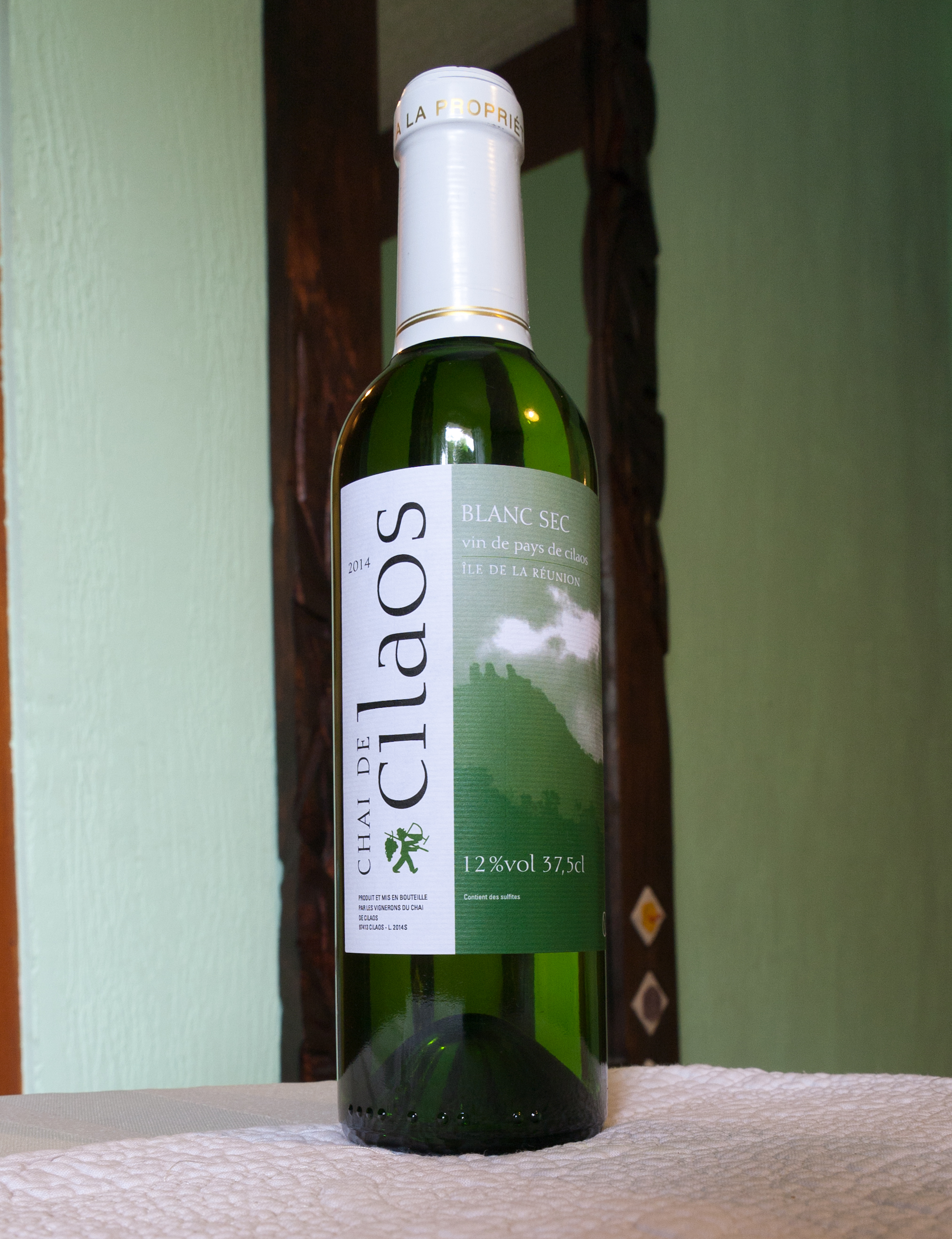
Vino de Cilaos.

Un aperitivo o tentempié se suele acompañar con un ponche (punch) o también, un «ron arreglado» (rhum arrangé). Se trata de un ron blanco que suele llevar alguna fruta (lichi, mango, piña...), hojas y/o semillas maceradas durante semanas. Se toma a cualquier hora del día, incluso en las mañanas.
Otra bebida típica es el jarabe (sirop) de tamarindo. También son populares las gaseosas de piña, lichi, limón... producidas en la isla aunque a veces son reemplazadas por bebidas internacionales que se encuentran en el mercado.
En La Reunión se produce un vino, el Cilaos. Es tinto, blanco o rosado y las variedades dominantes son el pinot noir, el malbec y el chenin. Procede de Cilaos, en el área montañosa de la isla y su producción es muy reducida (14 ha).

## Postres
Un postre muy común y sencillo son las frutas de temporada: en verano mangos, lichis, longuianes y piña tipo Victoria, una variedad dulce de la cercana Mauricio; Y en invierno, guayabo de Perú.
En cuanto a repostería, hay varias galletas locales que son muy populares, son el bonbon la rouroute («bombón de arrurruz»), el bonbon cravate («bombón corbata») y el bonbon miel («bombón de miel»). 
En pastelería, son famosos el gâteau patate («pastel de patata»), el gâteau ti'son (pastel de maíz), la tarta de fruta de temporada, los beignets de bananes («buñuelos de plátano»). También son comunes los pasteles de fécula, yuca, ñame e incluso camote (boniato).

## Ocasiones especiales
Para el año nuevo es típico el pâté créole (paté criollo), cuyo relleno está hecho de curry de cerdo, llamado godivo, la masa es una mezcla de salsa de curry con harina y manteca de cerdo, y aromatizado con cúrcuma, acompañada de un poco de licor de anís.